# Moon 44
Moon 44 is een Duitse sciencefictionfilm uit 1990, geregisseerd door Roland Emmerich.

## Verhaal
In 2038 zijn de natuurlijke hulpbronnen van de Aarde bijna uitgeput. De strijd is bitter om de laatste minerale porties die beschikbaar zijn op de andere planeten toe te eigenen. Bedrijven worden gecreëerd. Als een van hen zijn robots ziet verdwijnen, roepen ze gevangenen op om het te verdedigen. Binnen het team neemt de spanning toe.

## Rolverdeling
| Acteur           | Personage        |
| ---------------- | ---------------- |
| Michael Paré     | Felix Stone      |
| Lisa Eichhorn    | Terry Morgan     |
| Dean Devlin      | Tyler            |
| Brian Thompson   | Jake O'Neal      |
| Malcolm McDowell | Burgemeester Lee |
| Leon Rippy       | Sergeant Sykes   |

## Productie
De film werd geschoten door cameraman Karl Walter Lindenlaub en georkestreerd door componist Joel Goldsmith. Moon 44 was Dean Devlin en Roland Emmerich eerste samenwerking. Emmerich had geen geld meer voordat hij grote filmproducties kon filmen, dus improviseerde hij met spiegels en met de productieploeg.